# Jeremy Mayfield
Jeremy Mayfield, född den 27 maj 1969 i Owensboro, Kentucky, USA, är en amerikansk racerförare.

## Racingkarriär
Mayfield tävlade med BMX-cyklar som ung, men blev sedan racerförare och gjorde stockcardebut 1993 i ARCA. Han gjorde vid den här tidpunkten också sin debut i NASCAR Winston Cup, men han blev inte ordinarie i serien förrän 1994. Mayfield hade dock inga lyckade första år i serien, där han bytte team ett flertal gånger, och inte nådde några iögonfallande resultat. 1997 blev en vändpunkt för Mayfield, då han återvände till Michael Kranefuss team, och han blev 13:e totalt i serien. Han tog sedan sin första seger i Winston Cup 1998 i Pocono 500, och blev sjua sammanlagt. Han fortsatte med teamet även 1999, då han blev elva i serien. 2000 var Mayfields sista säsong med Kranefuss, och han vann två tävlingar, men var så ojämn att han blev 24:a totalt. Efter en dålig start på 2001 köptes han ut ifrån kontraktet. Efter några anonyma år, tog han sig till The Chase 2004, en bedrift han även upprepade 2005. Båda säsongerna tog Mayfield en delseger, och nådde precis playoffserien. Han blev sedan utköpt även ifrån Gillett Evernham Motorsports 2006, och efter det nådde han inga framgångar de kommande åren. Den 9 maj 2009 offentliggjordes att Mayfield testats positivt för en illegal substans, och blev avstängd på obestämd tid.

## Lag
Nascar Sprint Cup Series
1993–1994 Sadler Brothers Racing (95)
1994 Taylor Racing (02)
1994–1996 Cale Yarborough Motorsports (98)
1996–1997 Kranefuss-Haas Racing (37)
1998–2001 Team Penske (12)
2002–2006 Gillett Evernham Motorsports (19)
2006 Phoenix Racing (09)
2007 Bill Davis Racing (36)
2007–2008 Haas CNC Racing (66 70)
2008 Chip Ganassi Racing (40)
2009 Mayfield Motorsports (41)